# Дівалу
Діва́лу (Діуалу) — селище в Еритреї, адміністративно відноситься до району Ареета регіону Дебубаві-Кей-Бахрі.

## Географія
Селище розташоване на піщаному березі Червоного моря, на західному березі бухти Мораха.
Селище розкидане по берегу моря довжиною до 650 м, при цьому вулиць не має. Утворене з двох мікрорайонів.
| Прапор Еритреї | Це незавершена стаття про Еритрею. Ви можете допомогти проєкту, виправивши або дописавши її. |